# Unie evropských federalistů
Unie evropských federalistů (U. E. F.) je evropská nevládní organizace bojující za Evropskou federaci. Skládá se z 20 členských organizací a snaží se hrát roli na evropské, národní i místní úrovni. Byla založena krátce po druhé světové válce na myšlence, že pouze Evropská federace, založená na ideji jednoty v různorodosti, by mohla překonat rozdělení evropského kontinentu, které zapříčinilo utrpení a ničení ve dvou světových válkách. Federalisté věří, že pouze společná snaha evropských občanů o tento cíl může vytvořit mírovou a demokratickou Evropu, která bude garantovat svobodu a lidská práva.

## Členské organizace
- U.E.F. België / U.E.F. Belgique
- U.E.F. Balgarija

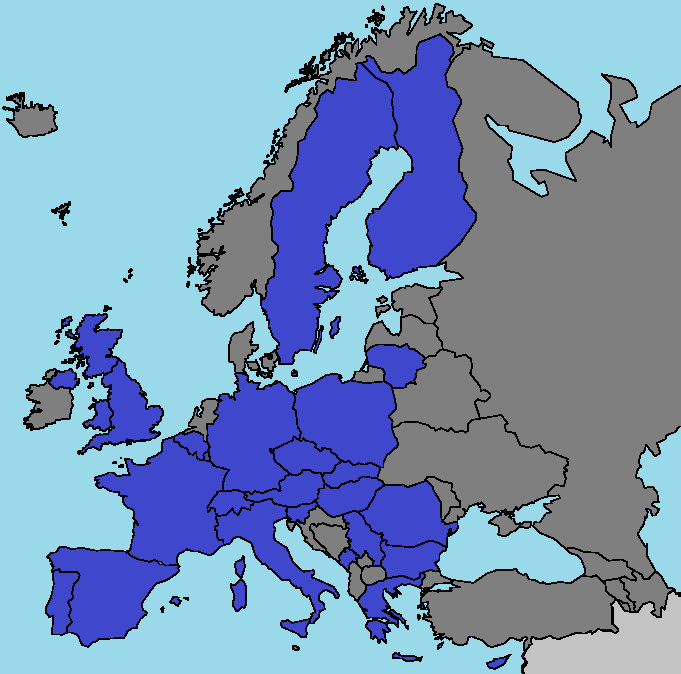
Státy s členskými organizacemi Unie evropských federalistů v roce 2011

- Unie evropských federalistů v České republice
- European Federalist Movement of Cyprus
- Europa-Union Deutschland
- Eurooppafederalistit (U.E.F. Finsko)
- European Federalist Movement Greece
- Union Pour L'Europe Federale (U.E.F. Francie)
- Movimento Federalista Europeo (U.E.F. Itálie)
- U.E.F. Luxembourg
- Europäische Föderalistische Bewegung Österreich
- Unia Europejskich Federalistów POLSKA
- U.E.F. Portugal
- Conventia Româna Pentru O Europa Unita (U.E.F. Rumunsko)
- Society for United Europe (U.E.F. Slovinsko)
- Nouveau Mouvement Europeen - Schweiz / Suisse
- Unija evropskih federalista (U.E.F. Srbsko)
- Federal Union
- Federal Union - United Kingdom

## Cíle
Cíle Unie evropských federalistů jsou:
- zvýšit povědomí o evropských tématech
- uplatňovat tlak na podobně smýšlející politiky, aby zakládali profederalistické platformy v Evropském parlamentu a v národních parlamentech
- šíření svých myšlenek v médiích pomocí tiskových zpráv
- spolupráce s dalšími nevládními neziskovými organizacemi